# Epifânio (Dumenko)
Epifânio (ucraniano: Епіфа́ній; nascido: Serhii Petrovych Dumenko (em ucraniano: Сергій Петрович Думенко);, 3 de Fevereiro de 1979, na aldeia de Volcovo, distrito de Ivanovski, região Odessa, URSS) é o Primaz da Igreja Ortodoxa da Ucrânia, Metropolita de Quieve e de Toda a Ucrânia (de 2018). Antes de sua eleição como Primaz da Igreja Ortodoxa da Ucrânia no Conselho de Unificação em 15 de dezembro de 2018, ele era bispo da Igreja Ortodoxa Ucraniana do Patriarcado de Quieve, canonicamente não reconhecida, consistindo em: Governador do Mosteiro Vidubichi de São Miguel em Quieve (2008-2018), Bispo Vigário de Vishgorod (2009-2010), Chefe da Diocese de Pereiaslávia-Khmelnitski (2010-2018), Vigário Patriarcal (2013 -2018).
Doutor em Teologia, Reitor e Professor do Departamento de Disciplinas Bíblicas e Filológicas da Academia Teológica Ortodoxa de Quieve, membro da União Nacional de Jornalistas da Ucrânia e da Federação Internacional de Jornalistas.